# MV Agusta F4
 (février 2012).
Si vous disposez d'ouvrages ou d'articles de référence ou si vous connaissez des sites web de qualité traitant du thème abordé ici, merci de compléter l'article en donnant les références utiles à sa vérifiabilité et en les liant à la section « Notes et références ».
La F4 est un modèle de moto sportive construite par la firme italienne MV Agusta, commercialisée depuis 1999.

## Historique
Dans les années 1970, les frères Castiglioni dirigent le Team Gallina en Grand Prix 500 cm3. Le constructeur Suzuki fournit les moteurs (de la RGB 500) ; pour le châssis, les dirigeants font appel au designer Massimo Tamburini. Cette collaboration engendre une grande amitié entre Tamburini et Claudio Castiglioni.
Par la suite, les Castiglioni souhaitent construire des motos de route et fondent l'entreprise Cagiva en 1950. Ils sont de grands sentimentaux et de mauvais gestionnaires[réf. nécessaire], et plutôt que de développer leur marque, ils préfèrent faire revivre des grandes marques italiennes.

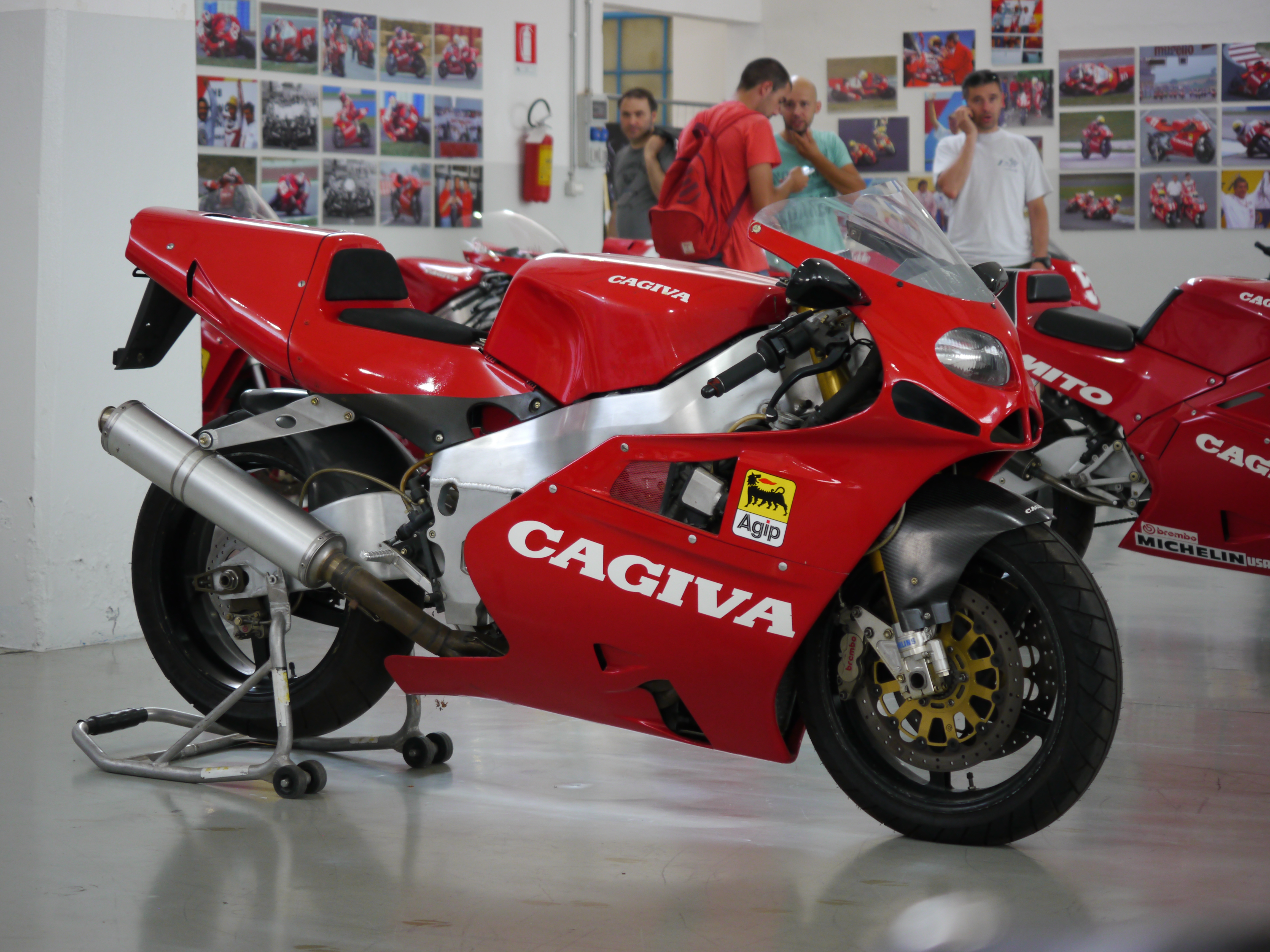
Prototype de la MV Agusta F4 sur base Cagiva.

Ils choisissent de commencer par Ducati, car l'usine appartient alors à l'État italien à la suite de sa faillite et qu'ils voulaient éviter sa disparition. De plus, Cagiva connaissait bien Ducati pour leur avoir acheté des moteurs. En 1987, un Cagiva Research Center (CRC) est créé, dont Massimo Tamburini devient le directeur. Il conçoit la moto sportive Ducati 916. Sa mécanique à la pointe de la technologie et son esthétique lui assurent un succès important.
Les Castiglioni reprennent ensuite la marque MV Agusta. Ils décident de favoriser MV Agusta et de revendre Ducati. Ils se sentent plus proches de MV Agusta, le site historique n'étant qu'à quelques kilomètres de Varèse. D'autre part, Massimo Tamburini dispose d'une grande marge de manœuvre grâce au CRC et choisit de favoriser les idées de son ami Giacomo Agostini, plus attaché à MV Agusta qu'à Ducati.
L'entreprise décide de sous-traiter le développement du moteur de la future MV Agusta F4, à Ferrari. Les ingénieurs de Ferrari conçoivent un moteur à carter sec, dont l'utilisation dans une moto est difficile. MV Agusta doit donc produire un nouveau moteur, ce qui représente une perte financière importante et retarde la production. Du projet Ferrari, le moteur de la MV Agusta F4 ne conservera que le système de soupapes radial. Parallèlement, l'écurie participe au championnat de vitesse 500 avec la série des C500. Mais cette course a un coût important, au point que le programme est abandonné en 1994.
Tamburini considère la MV Agusta F4 comme la remplaçante de la Ducati 916.

## F4 750
La 750 F4 Oro est présentée pour la première fois à la presse le 16 septembre 1997, durant le salon de Milan. En avril 1999, la version commerciale effectue ses premiers tours de roue. Elle est immédiatement admirée par les journalistes, qui voient en elle le retour de MV Agusta et un symbole du savoir-faire technologique et esthétique italien.[réf. nécessaire]
La F4 a été développée par les ingénieurs de l'écurie de course. On retrouve Parenti et Tamburini pour le châssis, Andrea Goggi pour le moteur et Tamburini pour le design.
Le moteur est un quatre cylindres en ligne quatre temps double arbre à cames en tête et quatre soupapes par cylindre de 749,4 cm3 développant 126 ch à 12 500 tr/min, avec un couple de 7,5 kg m à 10 500 tr/min. Il est secondé par une boîte à six rapports à cassette.

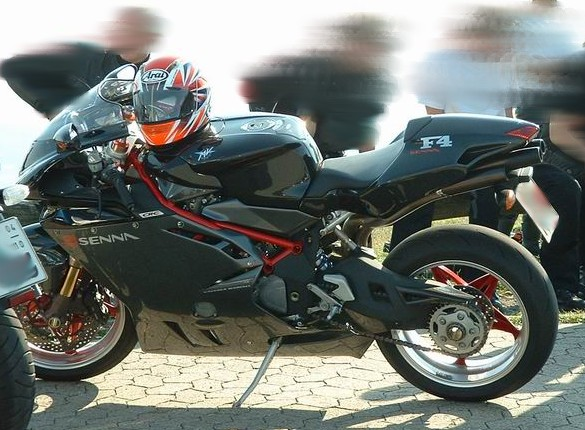
F4 750 Senna.

Bien que conçu comme la remplaçante de la Ducati 916, un bicylindre n'aurait pas trouvé de justification historique[évasif] dans le cadre d'une MV Agusta.
L'esthétique est travaillée. C'est un mélange de lignes tendues et de courbes. Une coque de selle surmontée par deux feux en amande surplombe quatre sorties d'échappement ressemblant à un orgue. Le phare est un losange. La jante arrière est laissée visible grâce à l'adoption d'un monobras et de tubulures d'échappement sous la selle, comme sur la 916.
Le cadre est un treillis tubulaire. Le système de freinage provient de Nissin et se compose, à l'avant, de deux disques de 310 mm de diamètre pincés par des étriers six pistons et à l'arrière, d'un disque de 210 mm de diamètre pincé par des étriers quatre pistons.
L'esthétique générale n'a pas changé depuis 1997.
Elle utilise des jantes à cinq bâtons en étoile et une fourche Showa.
La F4 a fait l'objet de différentes déclinaisons au cours de sa carrière.
- F4 Oro

La F4 Oro est la première version présentée au public en 1999. Elle se pare de platines latérales, d'un bras oscillant, d'un té de fourche inférieur et de jantes en magnésium de couleur dorée. C'est une série limitée à 300 exemplaires dont les carters moteur ont été moulés au sable. Le prix était de 250 000 francs.
- F4 S et S 1+1

Le cadre, le bras oscillant et les jantes sont gris et en alliage d'aluminium. Version plus abordable que la Oro, elle est néanmoins vendue 16 995 €. Le modèle 1+1 propose un strapontin pour un éventuel passager. Le moteur évoluera au cours des années, les 126 ch de la version evo1 laisseront place aux 137 ch des evo3.
- F4 Senna

Le modèle Senna est produit en hommage à Ayrton Senna, amateur de belle mécanique. Le cadre est rouge, les jantes sont polies, les bâtons sont peints du même rouge que le cadre. Elle est vendue 25 846 € en 2003 avec les silencieux RG3 (non homologués) en plus des origines. Son moteur préfigure le futur evo3 qui permettra à la version standard de passer des 126 ch originels à 137 ch. Elle reviendra à partir de 2006 en 1 000 cm3.
- F4 SPR

Produite à 300 exemplaires entre 2003 et 2004. Le moteur développe 146 ch grâce à l'adoption d'arbres à cames et de pistons différents, mais aussi à la rectification des conduits d'admission, pour un couple de 8,2 kg m à 11 000 tr/min. Le poids est légèrement en baisse grâce à l'emploi de carbone sur certaines pièces (garde-boue, protection de chaîne…) et à l'utilisation d'une boucle arrière de cadre monoplace, il est annoncé à 188 kg. Elle est vendue 24 800 € en 2004.
- F4 SP-01

C'est un modèle fait à partir d'accessoires issus du catalogue du constructeur et disponible sous forme de kit produit en série limitée à 50 exemplaires produits par MV Corse. Ce kit comprend un habillage complet et une boîte à air en fibre de carbone, une bulle traitée au titane (comme sur la Honda 750 NR), une peinture bleue et argent métallisé, une selle recouverte d'alcantara, des roues à cinq branches en étoile en magnésium, une plaque en or 18 carats numérotée et un certificat d'authenticité signé par Massimo Tamburini.
Ce kit peut aussi bien être monté sur une 750 que sur une 1000 F4.

## F4 1000
Dérivé de celui de la 750, le moteur gagne 248 cm3 et affiche 166 ch. Il permet de gagner un peu plus de couple à bas régime.
Contrairement à la 750, la fourche Showa est remplacée par une Marzocchi et les freins Brembo cèdent la place à des Nissin.
- F4 S et S 1+1

Ce modèle standard apparait en 2004, il reprend l'habillage de la 750. Elle est vendue 20 995 €.
- F4 R et R 1+1

La F4 R naît en 2006 permet au constructeur de présenter une machine en compétition, dans la catégorie Stocksport. Elle se pare d'une robe noire et de liserés rouges et reprend les jantes en aluminium forgées Marchesini. Le moteur est retravaillé pour offrir 174 ch à 11 900 tr/min et un couple de 11,3 kg m à 10 000 tr/min. Elle utilise des étriers de frein radiaux Brembo mais conserve le maître-cylindre Nissin. Elle est vendue 20 490 ou 20 990 € pour les versions S et S 1+1.
Pour 2010, la F4 1000 R est remaniée. Si l'esthétique conserve la ligne originelle, la forme générale est plus anguleuse. Les quatre sorties d'échappement ne sont plus rondes mais carrées.
L'usine annonce que 85 % des pièces sont nouvelles. Le châssis est plus compact et sa cylindrée redescend de 1078 à 998 cm3 en ne perdant que 4 ch, préfigurant un éventuel engagement en championnat du monde de Superbike.
Le moteur offre désormais 186 ch à 12 900 tr/min, pour un couple de 11,4 kg m à 9 500 tr/min. Il utilise des cornets d'admission à longueur variable qui permettent de privilégier la puissance dans les hauts régimes et le couple dans les bas régimes. Il y a deux cartographies d'injection disponibles.
Les étriers de frein avant passent à quatre pistons.
La hauteur de selle passe à 860 mm. Le réservoir perd quatre litres de capacité.
- F4 R312 et R312 1+1

Présentée le 27 mars 2007 sur le circuit de Monza, la F4 R312 doit son nom à la vitesse de pointe dont elle est capable. Sur une base de F4 R, les ingénieurs ont augmenté la puissance pour qu'elle atteigne 183 ch à 12 400 tr/min, grâce à un nouveau système d'injection Magneti/Weber Marelli 5SM, à un système d'admission optimisé (papillon plus gros, cornets plus courts, conduits plus long de 2 mm), de soupapes d'admission plus larges (30 mm) désormais en titane et d'un arbre à cames différent. Le couple augmente de 0,2 kg m, pour le même régime et la moto peut prendre 500 tr/min en plus. Le système anti-dribble EBS (Engine Brake System), la fourche Marzocchi et l'amortisseur Sachs ont également été retravaillés,,.

Les jantes en aluminium forgées sont signées Brembo.
- F4 RR312 et RR312 1+1

La F4 RR312 est présentée officiellement le 6 novembre 2007 au salon de Milan. C'est un mélange entre la F4 R312 et la F4 CC. Dans la partie-cycle de la première, les ingénieurs MV Agusta ont greffé le moteur de 1 078 cm3 de la seconde. La puissance est de 190 ch, pour un couple de 12,5 kg m à 8 200 tr/min. La bulle provient également de la F4 CC. Elle est disponible en bicolore noir et blanc, noir et gris, rouge et gris ou bleu avec des filets gris.
- F4 Ago

La Ago arbore une décoration grise et rouge, avec le numéro 1 dans un rond jaune sur les flancs de carénage, rappelant le temps où les MV triomphaient sur tous les circuits du monde aux mains de Giacomo Agostini. Les jantes en aluminium forgées sont signées Marchesini et ont un dessin différent. Le carbone enveloppe les garde-boues.

Elle est produite à 300 exemplaires et vendue 31 495 €, de 2005 à 2006. Elle reçoit un certificat d'authenticité signé par Giacomo Agostini. Initialement prévue en 750 cm3, elle ne sera finalement produite qu'en 1 000 cm3.
- F4 SP-01

C'est un modèle fait à partir d'accessoires issus du catalogue du constructeur et disponible sous forme de kit produit en série limitée à 50 exemplaires produits par le département compétition de la firme, MV Corse. Ce kit comprend un habillage complet et une boîte à air en fibre de carbone, une bulle traitée au titane (comme sur la Honda 750 NR), une peinture bleue et argent métallisé, une selle recouverte d'alcantara, des roues à cinq branches en étoile en magnésium, une plaque en or 18 carats numérotée et un certificat d'authenticité signé par Massimo Tamburini.
Ce kit peut aussi bien être monté sur une 750 que sur une 1000 F4.
- F4 Tamburini

Pour rendre hommage au génie du designer et ingénieur qu'est Massimo Tamburini, MV Agusta présente en 2005 la F4 Tamburini. Le moteur est retravaillé, et dispose de conduits d'admission à longueur variable, il est annoncé pour 173 ch à 11 750 tr/min pour un couple de 11,1 kg m à 9 200 tr/min. Toutes les pièces d'habillage sont en carbone, les platines de cadre, le bras oscillant, et le té de fourche inférieur sont en magnésium. Les jantes même si elles reprennent le coloris "or" sont en aluminium forgés et sont signés Marchesini. L'emploi de tous ces matériaux nobles font descendre le poids à 184 kg. La selle est revêtue d'alcantara. Elle est vendue 44 995 €.
- F4 Mamba

Elle est présentée en 2005. Elle utilise un carénage et des garde-boue en carbone, une selle en alcantara et des jantes Marchesini qui font partie d'un kit pièce produit en série limitée par MV Corse. Elle est vendue de 21 850 à 31 300 €, suivant la base.
- F4 Senna

Le moteur préfigure celui de la future 1000R. Elle est équipée de jantes Marchesini en alliage et d'étriers de freins Brembo à fixation radiale. C'est une série limitée à 300 exemplaires vendues en 2005 et 2006 à 31 250 €.
- F4 Veltro Strada et Veltro Pista

La version route se nomme « Strada » et offre 190 ch à 12 100 tr/min et un couple de 12,3 kg m à 9 000 tr/min, pour 170 kg. La version destinée uniquement aux circuits s'appelle « Pista » et propose 10 kg de moins. C'est une série limitée : 99 exemplaires de la Strada et 23 exemplaires de la Pista verront le jour en 2006, respectivement à 52 600 et 66 090 €. Tous les exemplaires ne seront pas produits, elle sera remplacée dans la gamme par la F4 1 080 cm3
- F4 Corse

Elle reprend les jantes Marchesini. Le carbone est présent sur la totalité de l'habillage. C'est une série limitée à 300 exemplaires. Elle est vendue en 2006 de 23 750 à 27 950 €, suivant la base.
- F4 CC

Cette F4, présentée au salon de Milan 2006, porte les initiales du patron de MV Agusta, Claudio Castiglioni.
La cylindrée du moteur est augmentée à 1 078 cm3, grâce à un réalésage de 3 mm. L'usine annonce 200 ch à 12 200 tr/min et un couple de 12,75 kg m à 9 000 tr/min.
La chasse au poids a été maximale. L'ensemble des éléments de carrosserie sont en fibre de carbone, le bras oscillant en magnésium, les soupapes et le silencieux d'échappement en titane.
La vitesse a été volontairement limitée à 315 km/h, aucun pneu courant n'étant homologué pour supporter une vitesse supérieure.
Cette machine est produite en édition limitée, à 100 exemplaires, vendus 100 000 €. Mais tout acheteur repart également avec une montre Girard-Perregaux et une veste en cuir Trussardi, créés spécialement pour l'occasion.
- F4 Frecce Tricolori

Cette F4, habillée d'une livrée bleue, barré par les couleurs du drapeau italien, fête les cinquante ans de la Pattuglia Acrobatica Nazionale (littéralement Patrouille acrobatique nationale). Elle est produite à 11 exemplaires.

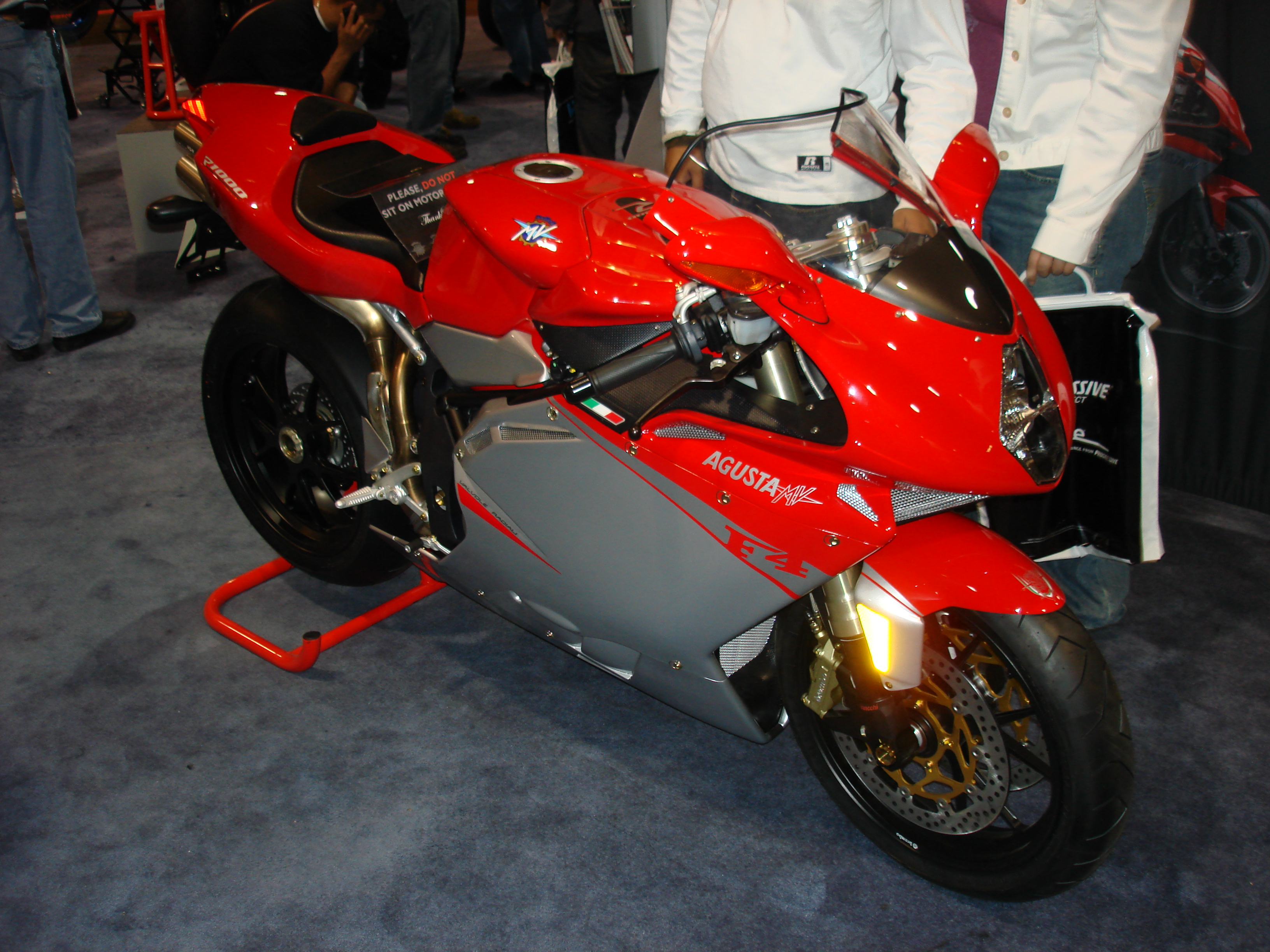
F4 R.
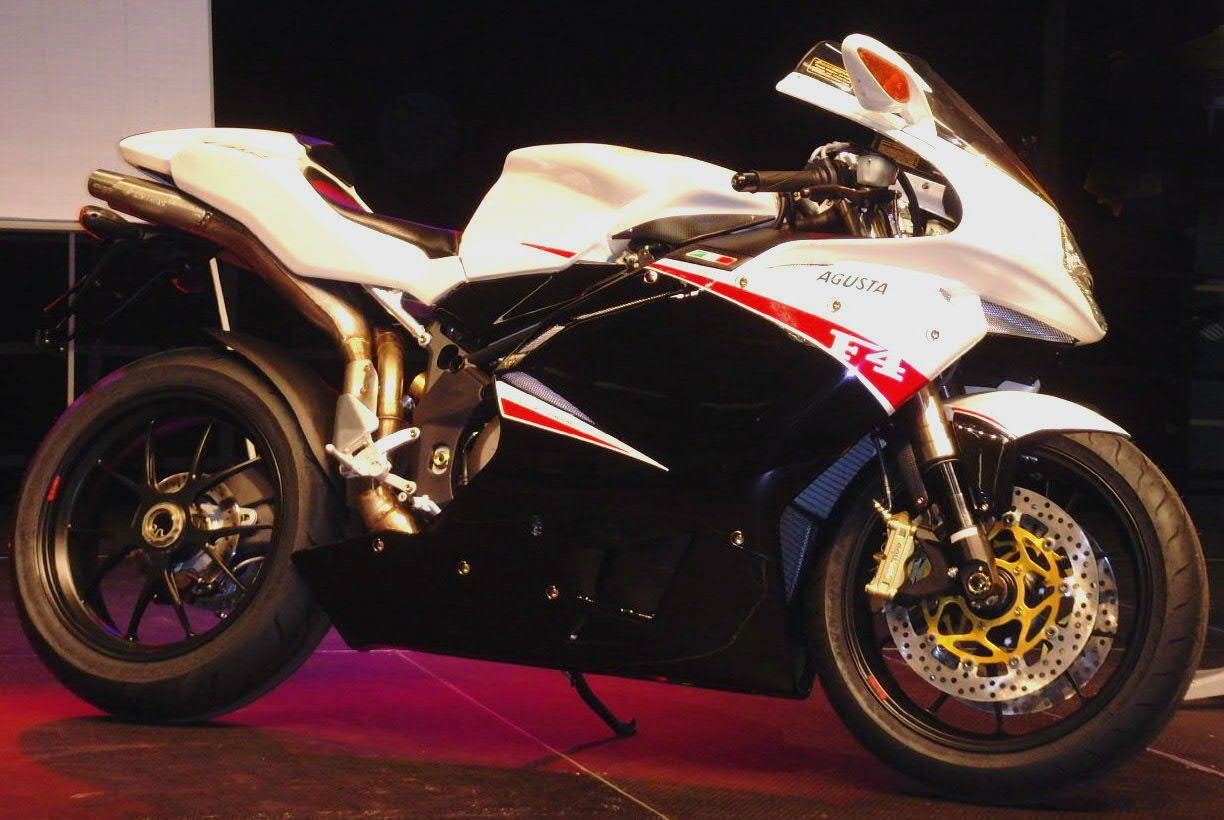
F4 R312.
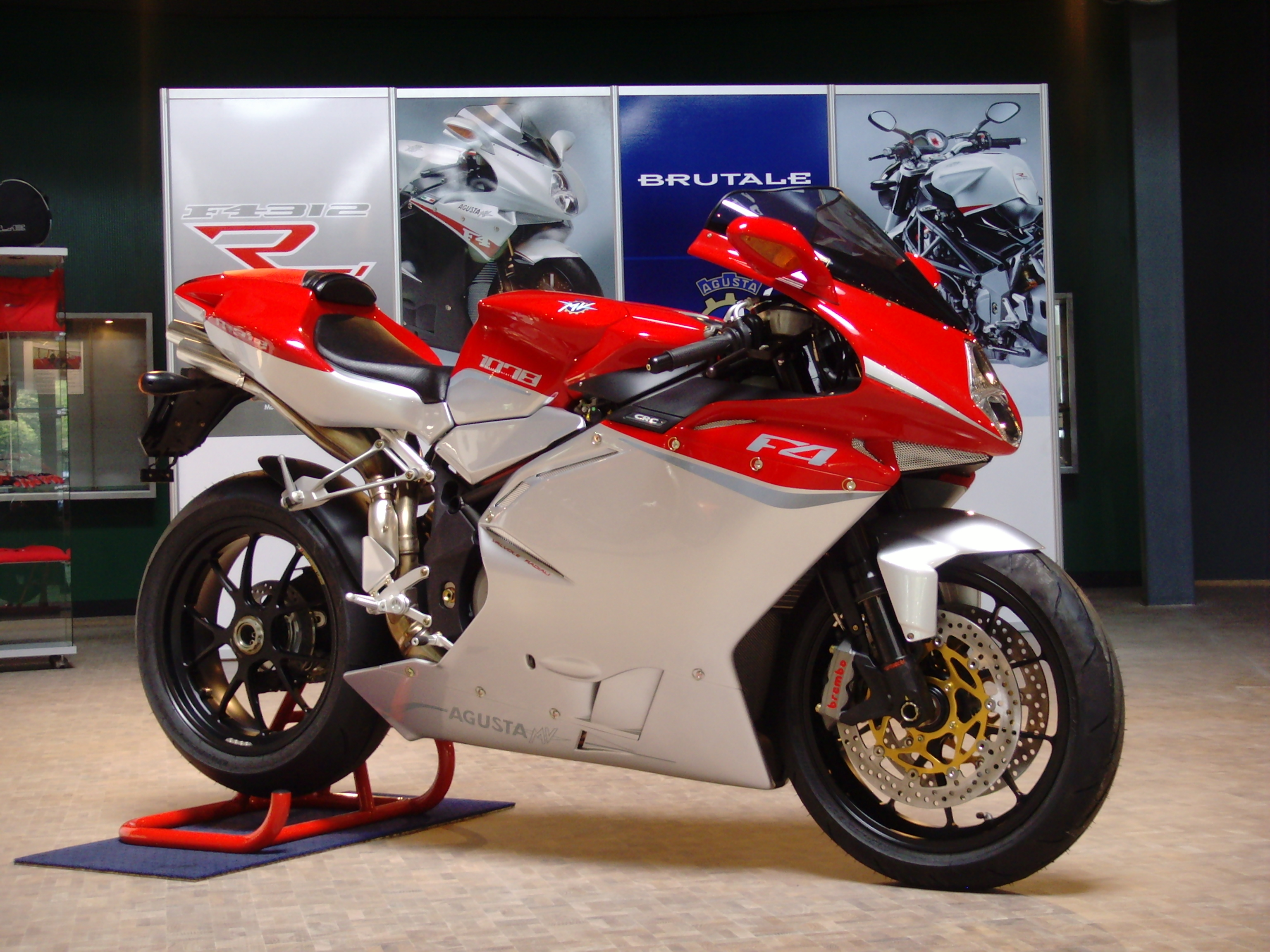
F4 RR312.
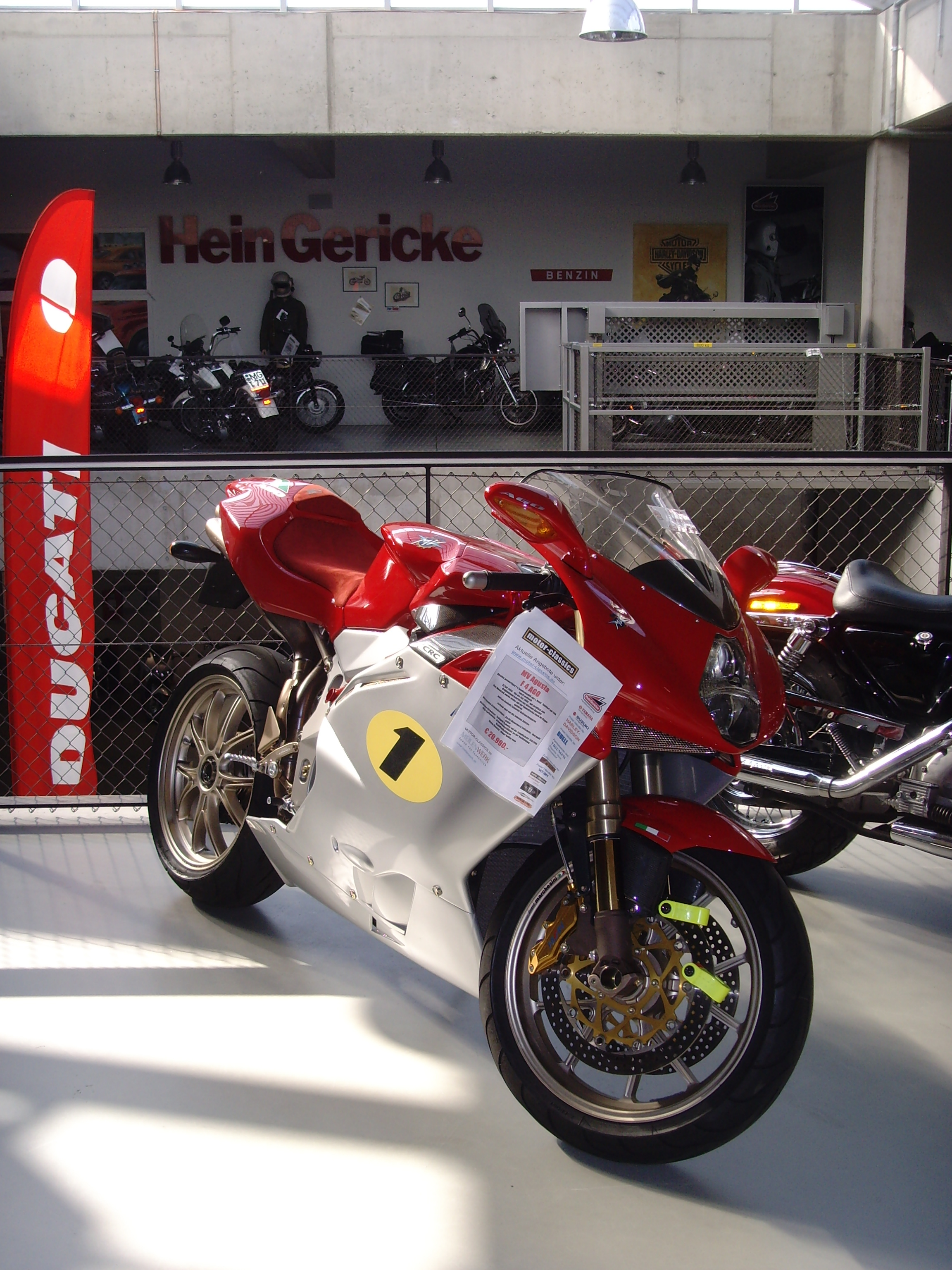
F4 Ago.
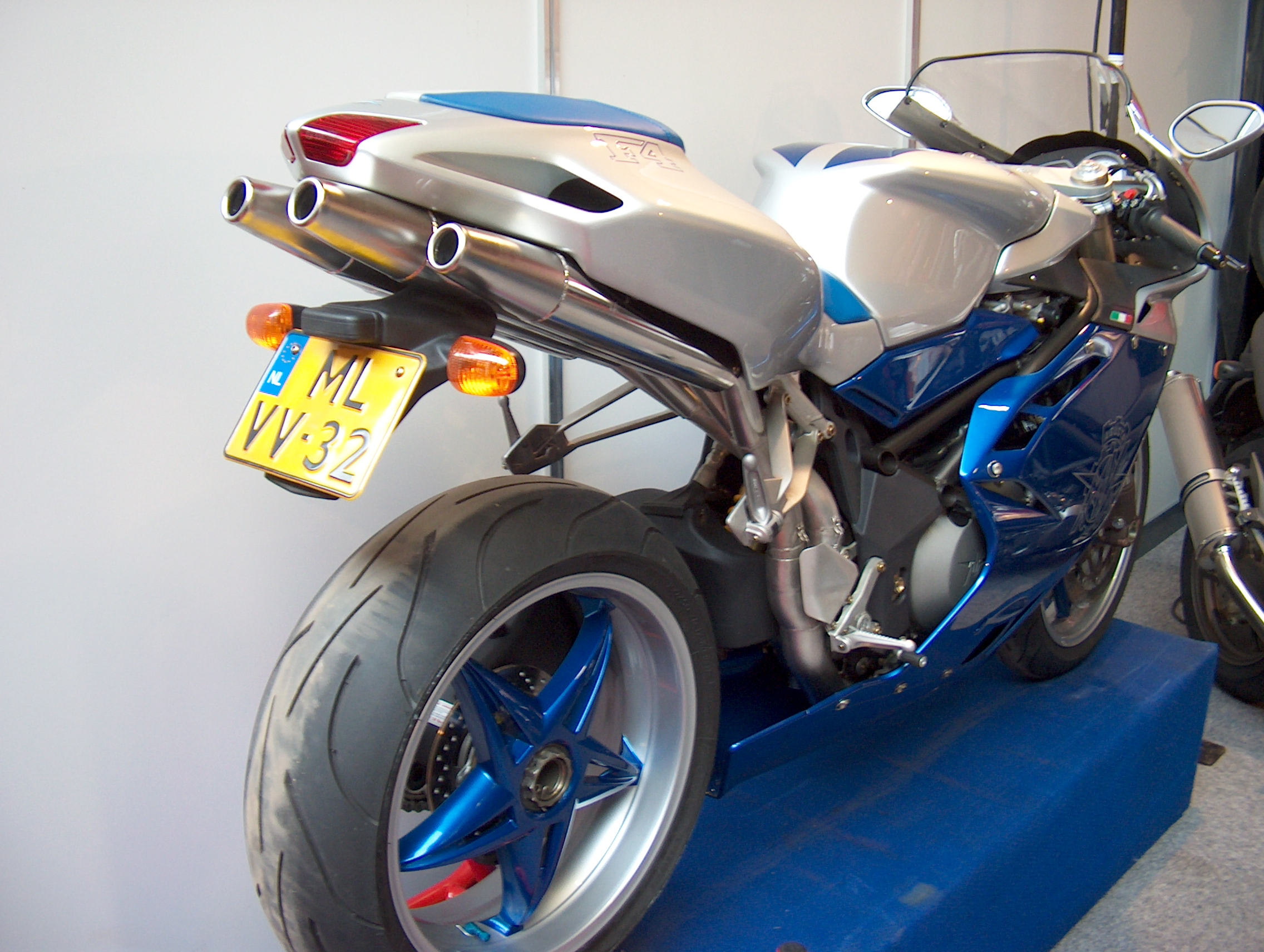
F4 SP-01.
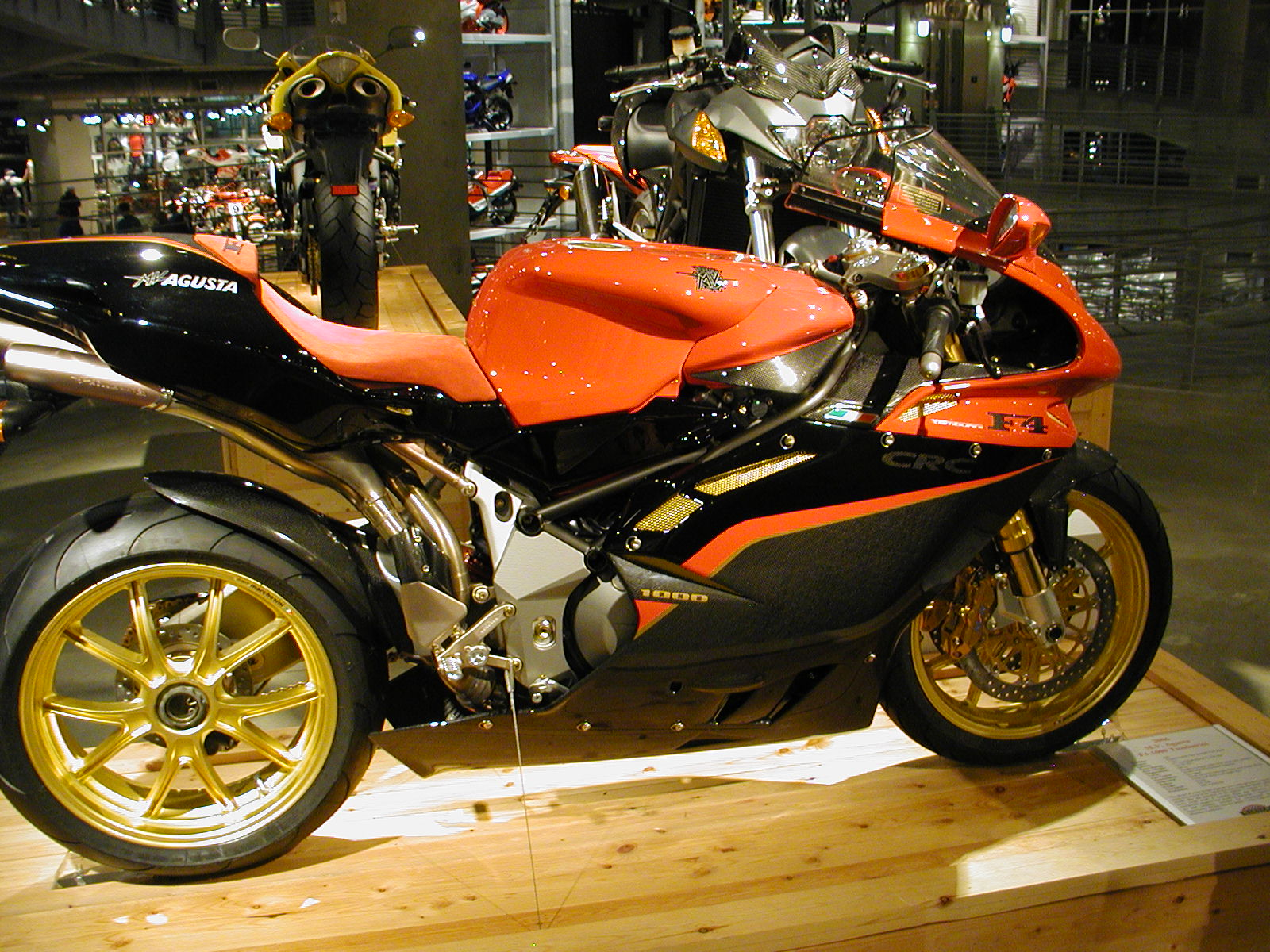
F4 Tamburini.
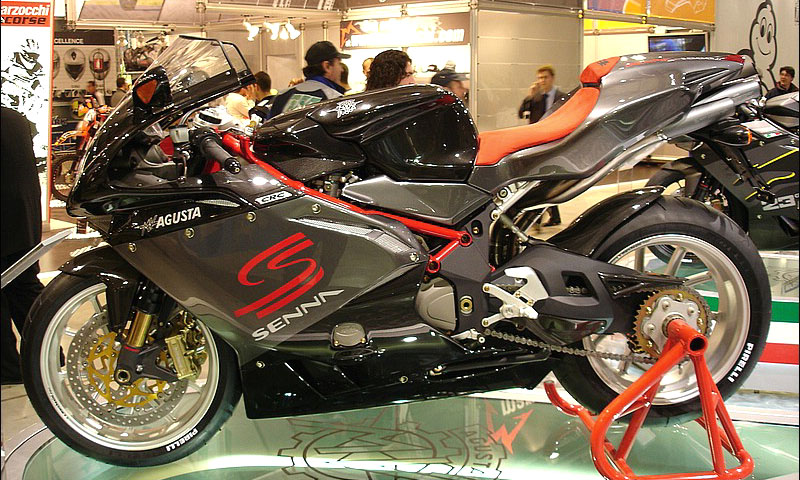
F4 Senna.
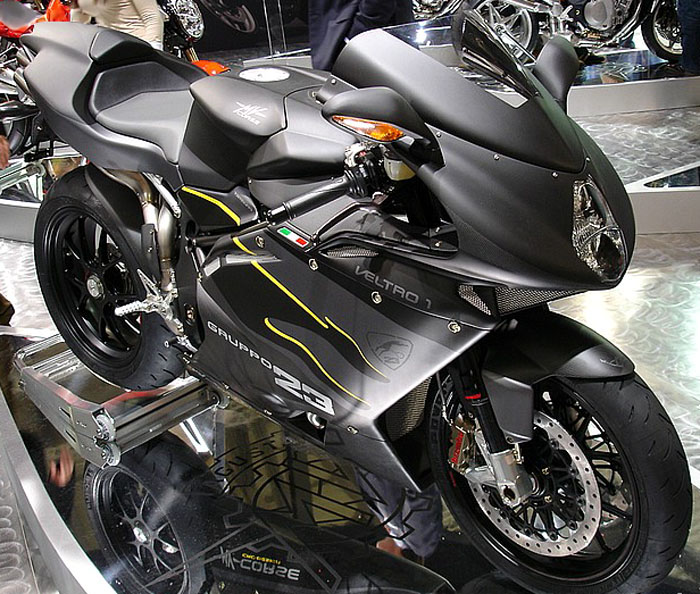
F4 Veltro Strada.
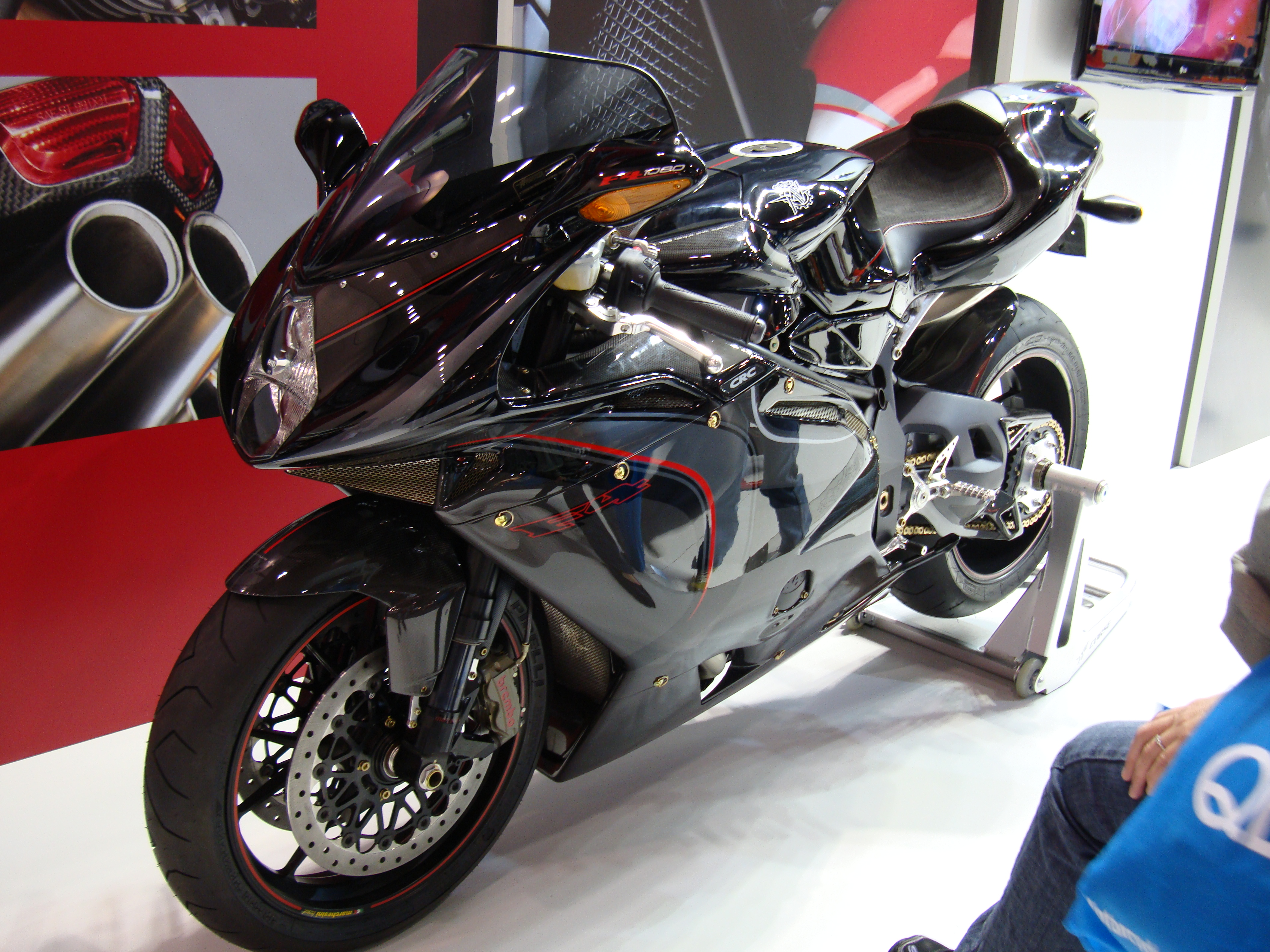
F4 CC.
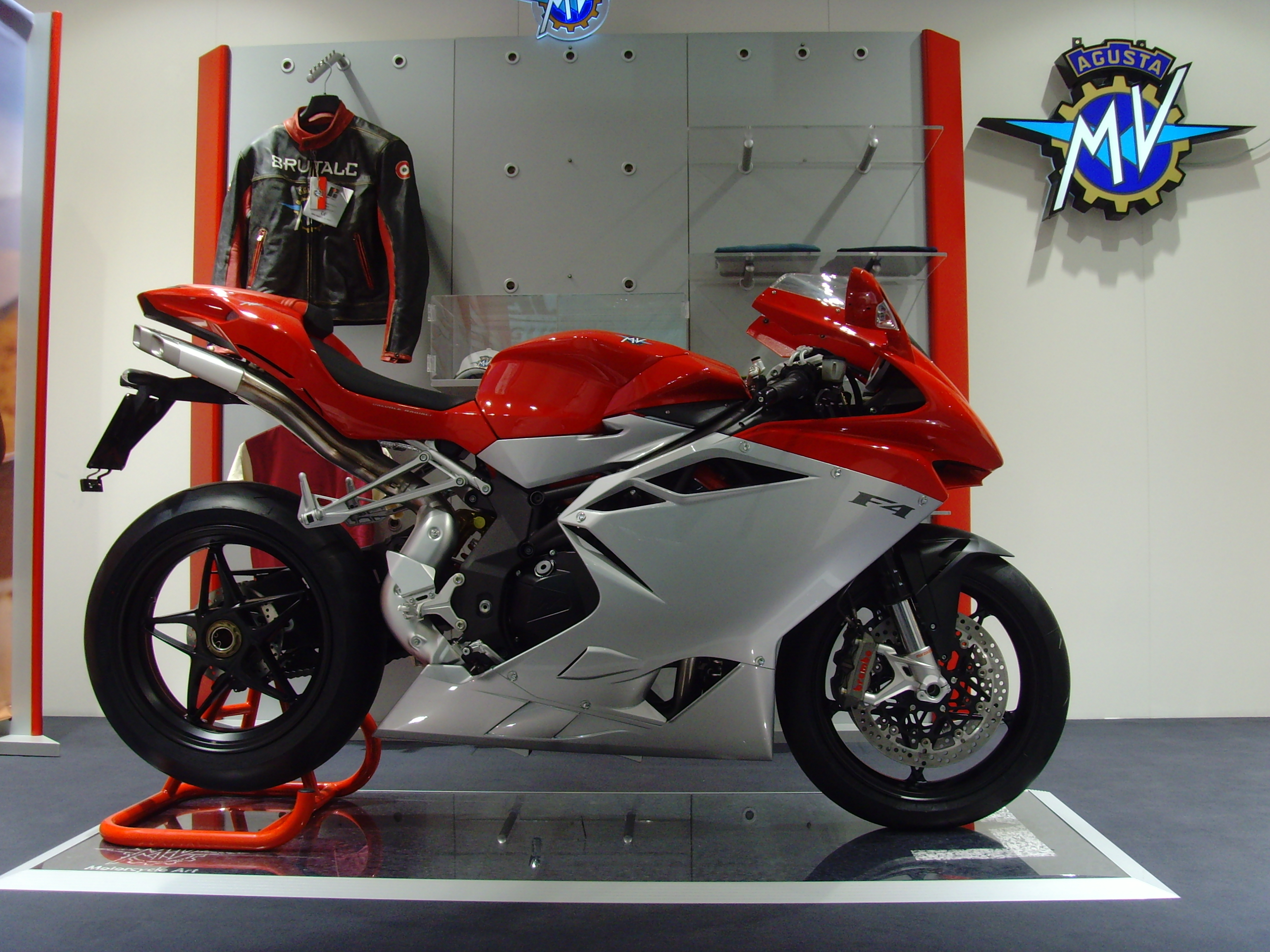
F4 R 2010.

## Apparitions cinématographiques
La F4 a fait quelques apparitions au cinéma :
- Angelina Jolie roule sur une 750 S dans 60 secondes chrono[10] ;
- Will Smith roule sur une 750 SPR dans I, Robot[11] ;
- Christian Bale pilote une 1000 R312 rouge et grise dans The Dark Knight : Le Chevalier noir[12] ;
- la MV Agusta F4 1000 R a également été choisie pour tenir le rôle d'un Autobot du nom d'« Elita One » dans le film Transformers 2 : La Revanche[13] ;
- dans le film Matrix Reloaded[14], Trinity (jouée par Carrie-Anne Moss) pilote une MV Agusta F4 750 S dans une des scènes finales.